# Lett férfi kosárlabda-válogatott
A lett férfi kosárlabda-válogatott Lettország férfi nemzeti kosárlabda csapata, amelyet a Lett kosárlabda-szövetség (lettül: Latvijas Basketbola Savienība) irányít. A legelső Európa-bajnokság 1935-ben rendezték Svájcban és Lettország nyerte a tornát. A lett játékosok öt évtizeden keresztül a szovjet válogatottban szerepeltek, mivel az országot a második világháború során megszállták és csak 1991-ben nyerték el ismét a függetlenségüket. 

## Története
A Lett kosárlabda-szövetséget 1923. november 26-án alapították és az egyik legrégebbi szövetségnek számít. 1924. április 9-én Észtország ellen játszották az első hivatalos mérkőzésüket és 20–16 arányban győztek. Lettország egyike volt annak a nyolc országnak, melyek alapítói voltak a Nemzetközi Kosárlabda-szövetségnek (FIBA). A legelső Európa-bajnokságot Svájcban rendezték 1935-ben és a lettek megnyerték a tornát. Részt vettek az 1936. évi berlini olimpiai játékokon, ahol Uruguayt legyőzték 20–17-re, de azt követően Kanada ellen 34–23-as, Lengyelország ellen pedig 28–23-as vereséget szenvedtek és nem jutottak be az egyenes kiesés szakaszba. Az 1937-es Európa-bajnokságnak Lettország adott otthont, de csak a hatodik helyen sikerült végezniük. 1939-ben a litvániai Európa-bajnokságon ezüstérmet szereztek. Hosszú időn keresztül ez volt az utolsó torna, amin Lettország független államként vett részt. A II. világháború során megszállták az országot és lettek ezrei menekültek el vagy a harcok áldozatává váltak, sokakat pedig deportáltak és végül a Szovjetunióhoz csatolták az országot. A lett játékosok ezt követően a szovjet válogatottban szerepeltek 50 éven keresztül. A durva változások ellenére 1941-ben megrendezésre került Kaunasban a Balti államok tornája, ahol a Litván SZSZK csapata 38–33-ra legyőzte a Lett SZSZK csapatát. Az 1952. évi olimpiai játékokon Maigonis Valdmanis volt az első lett játékos, aki a szovjet válogatottal részt vett egy nemzetközi tornán és ezüstérmet szerzett. Évekkel később  Jānis Krūmiņš és Valdis Muižnieks is csatlakozott és a trió két Európa-bajnoki cím (1959, 1961) mellett két olimpiai ezüstéremhez (1956, 1960) is hozzásegítette a szovjet válogatottat. Évekkel később Valdis Valters és Igors Miglinieks személyében ismét szerepeltek lettek a szovjet válogatottban és mindketten olimpiai aranyat szereztek. Valdis Valterst az 1980-as évek egyik legjobb európai kosárlabdázójaként tartják számon. Az olimpiai arany mellett megnyerte az 1982-es világbajnokságot és két Európa-bajnoki címet is szerzett.
1990. május 4-én Lettország kinyilvánította a függetlenségét és kivált a Szovjetunióból. A lett szövetséget 1991 szeptemberében vette fel tagjai közé a FIBA. Az 1993-as Európa-bajnokságon bejutottak a második csoportkörbe és a tizedik helyen zárták a tornát. Független államként már nem tudták hozni a korábbi eredményeket.  A legjobb szereplésük két ötödik helyezés a 2017-es Európa-bajnokságról és a 2023-as világbajnokságról. Utóbbi volt Lettország történetének első világbajnoki részvétele.

## Eredmények
| Olimpiai játékok | Olimpiai játékok         | Olimpiai játékok         | Olimpiai játékok         | Olimpiai játékok         |
| Év               | Eredmény                 | M                        | Gy                       | V                        |
| ---------------- | ------------------------ | ------------------------ | ------------------------ | ------------------------ |
| 1936             | 15.                      | 3                        | 1                        | 2                        |
| 1948-1992        | A Szovjetunió része volt | A Szovjetunió része volt | A Szovjetunió része volt | A Szovjetunió része volt |
| 1992             | Nem jutott be            | Nem jutott be            | Nem jutott be            | Nem jutott be            |
| 1996             | Nem jutott be            | Nem jutott be            | Nem jutott be            | Nem jutott be            |
| 2000             | Nem jutott be            | Nem jutott be            | Nem jutott be            | Nem jutott be            |
| 2004             | Nem jutott be            | Nem jutott be            | Nem jutott be            | Nem jutott be            |
| 2008             | Nem jutott be            | Nem jutott be            | Nem jutott be            | Nem jutott be            |
| 2012             | Nem jutott be            | Nem jutott be            | Nem jutott be            | Nem jutott be            |
| 2016             | Nem jutott be            | Nem jutott be            | Nem jutott be            | Nem jutott be            |
| 2020             | Nem jutott be            | Nem jutott be            | Nem jutott be            | Nem jutott be            |
| 2024             | Nem jutott be            | Nem jutott be            | Nem jutott be            | Nem jutott be            |
| Összesen         | 1/10                     | 3                        | 1                        | 2                        |

| FIBA-világbajnokság | FIBA-világbajnokság      | FIBA-világbajnokság      | FIBA-világbajnokság      | FIBA-világbajnokság      |
| Év                  | Eredmény                 | M                        | Gy                       | V                        |
| ------------------- | ------------------------ | ------------------------ | ------------------------ | ------------------------ |
| 1950-1990           | A Szovjetunió része volt | A Szovjetunió része volt | A Szovjetunió része volt | A Szovjetunió része volt |
| 1994                | Nem jutott be            | Nem jutott be            | Nem jutott be            | Nem jutott be            |
| 1998                | Nem jutott be            | Nem jutott be            | Nem jutott be            | Nem jutott be            |
| 2002                | Nem jutott be            | Nem jutott be            | Nem jutott be            | Nem jutott be            |
| 2006                | Nem jutott be            | Nem jutott be            | Nem jutott be            | Nem jutott be            |
| 2010                | Nem jutott be            | Nem jutott be            | Nem jutott be            | Nem jutott be            |
| 2014                | Nem jutott be            | Nem jutott be            | Nem jutott be            | Nem jutott be            |
| 2019                | Nem jutott be            | Nem jutott be            | Nem jutott be            | Nem jutott be            |
| 2023                | 5.                       | 8                        | 6                        | 2                        |
| Összesen            | 1/8                      | 8                        | 6                        | 2                        |

| Európa-bajnokság | Európa-bajnokság         | Európa-bajnokság         | Európa-bajnokság         | Európa-bajnokság         |
| Év               | Eredmény                 | M                        | Gy                       | V                        |
| ---------------- | ------------------------ | ------------------------ | ------------------------ | ------------------------ |
| 1935             |                          | 3                        | 3                        | 0                        |
| 1937             | 6.                       | 5                        | 3                        | 2                        |
| 1939             |                          | 7                        | 5                        | 2                        |
| 1946-1991        | A Szovjetunió része volt | A Szovjetunió része volt | A Szovjetunió része volt | A Szovjetunió része volt |
| 1993             | 10.                      | 6                        | 2                        | 4                        |
| 1995             | Nem jutott be            | Nem jutott be            | Nem jutott be            | Nem jutott be            |
| 1997             | 16.                      | 5                        | 0                        | 5                        |
| 1999             | Nem jutott be            | Nem jutott be            | Nem jutott be            | Nem jutott be            |
| 2001             | 8.                       | 7                        | 2                        | 5                        |
| 2003             | 13.                      | 3                        | 0                        | 3                        |
| 2005             | 13.                      | 3                        | 0                        | 3                        |
| 2007             | 13.                      | 3                        | 1                        | 2                        |
| 2009             | 13.                      | 3                        | 1                        | 2                        |
| 2011             | 21.                      | 5                        | 0                        | 5                        |
| 2013             | 11.                      | 8                        | 4                        | 4                        |
| 2015             | 8.                       | 9                        | 4                        | 5                        |
| 2017             | 5.                       | 7                        | 5                        | 2                        |
| 2022             | Nem jutott be            | Nem jutott be            | Nem jutott be            | Nem jutott be            |
| Összesen         | 15/18                    | 74                       | 30                       | 44                       |